# Gurthrö Steenkamp
Gurthrö Garth Steenkamp (Paarl, 12 giugno 1981) è un rugbista a 15 sudafricano, pilone, campione del mondo nel 2007 con gli Springbok.

## Biografia
Esordiente nel professionismo nelle file dei Cats (oggi Lions) nel 2002, esordì nel 2004 nelle file degli Springbok in un incontro del Tri Nations contro l'Australia.
Dal 2004 ai Bulls, con tale squadra si aggiudicò il suo primo titolo di rilievo, il Super 14 2007, che faceva seguito a due Currie Cup.
Nel 2007 prese parte alla Coppa del Mondo in Francia, che il Sudafrica vinse e nel corso della quale Steenkamp scese in campo in due incontri.
Successivamente, ha vinto con i Bulls anche i Super 14 del 2009 e 2010.
Le sue più recenti presenze internazionali risalgono alla Coppa del Mondo di rugby 2011; alla fine della competizione si è trasferito in Francia al Tolosa, club per il quale nell'aprile precedente aveva firmato un contratto triennale.

## Palmarès
- Coppe del mondo: 1
Sudafrica: 2007
- Super Rugby: 3
Bulls: 2007, 2009, 2010
- Currie Cup: 3
Blue Bulls: 2004, 2006, 2009
- Campionati francesi: 1
Tolosa: 2011-12